# Głowica (Pojezierze Kaszubskie)

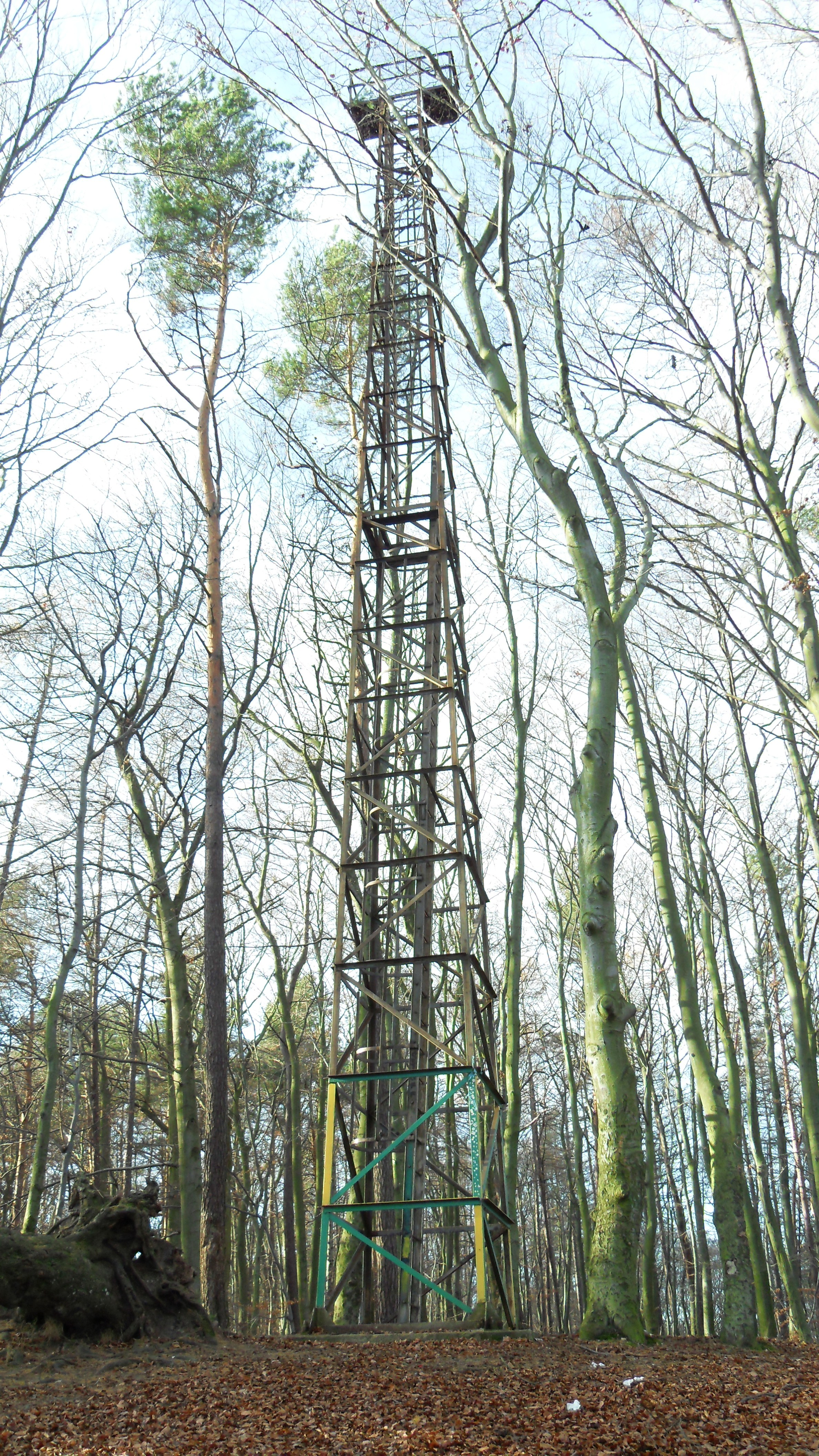
Stalowa wieża niedaleko wzniesienia Głowica, element byłego lotniska Gdańsk-Wrzeszcz

Głowica, zwana również Wzgórzem Trzech Panów (niem. Dreiherrenspitze) – najwyższe wzniesienie (122 m n.p.m.) na obszarze Trójmiejskiego Parku Krajobrazowego w kompleksie Lasów Oliwskich, w gdańskiej dzielnicy Oliwa. Prowadzi tędy Szlak Skarszewski – zielony znakowany szlak turystyczny.
Pobliskimi wzniesieniami są Góra Dantyszka i Wiecha.